# Skypumpe
En skypumpe er en er en roterende luftsøjle, der opstår over vand, normalt som en tragtformet sky i kontakt med vandet og en cumulus sky og er en tornado der ikke er relateret til en mesocyklon eller en mesovortex.
Skypumper er et relativt sjældent observeret vejrfænomen i Danmark, men der optræder skypumper hvert år. De fleste skypumper i Danmark dannes formodentlig over vand i sommerhalvåret, typisk i august. De er dog også observeret over land og om vinteren. Der er observeret mindst 464 skypumper & tornadoer i Danmark igennem tiden.
I USA hedder skypumpen en landspout eller waterspout, alt efter om den opstår over land eller vand. Udtrykket "Landspout" (skypumpe over land) blev opfundet af atmosfæreforskeren Howard B. Bluestein i 1985. The Glossary of Meteorology definerer en skypumpe over land som et dagligdags udtryk, der beskriver tornadoer, der opstår med en modersky i dens vækststadium og med dens hvirvler, der stammer fra grænselaget. Moderskyen indeholder ikke en præeksisterende mesocyklon på mellemniveau. Landspout (skypumpe over land) fik sit navn, fordi den ligner "en svag Florida Keys skypumpe over land"
Et typisk eksempel kunne være en vejrsituationen i Østersøen i august med en kold luftmasse i højden over det sommervarme havvand. I fem kilometers højde kan temperaturen på denne årstid sagtens ligge under -20 °C og vandtemperaturen omkring 20 °C. En sådan temperaturforskel giver en meget ustabil atmosfære med ofte meget voldsom skydannelse til følge. Vinden er gerne ret svag bortset fra lokale kraftigere vinde omkring bygeskyerne. Det er disse vinde, der konvergerer mod hinanden og lægger kimen til skypumpen.
En skypumpe over land er for det meste i F0/EF0 - F0/EF1 kategorien, men kan under meget sjældent omstændigheder blive kraftige (F2/EF2 eller kraftigere). Den kraftigeste skypumpe over land blev dannet i Denver, Colorado den 15 juni 1988 og blev klassificeret som F2 til F3 på Fujita skalaen
Selvom skypumper over vand hovedsageligt dannes i tropiske og subtropiske områder, rapporteres de også i Europa, Vestasien (Mellemøsten), Australien, New Zealand, The great lakes, Antarktis og i sjældne tilfælde i Great Salt Lake. Nogle findes også på USA's østkyst og Californiens kyst. Selvom de er sjældne, er skypumper blevet observeret i forbindelse med sneudbørsbånd med søeffekt.
Selvom størstedelen af skypumper over vand forekommer i troperne, kan de sæsonmæssigt forekomme i tempererede områder over hele verden og er almindelige langs Europas vestkyst såvel som de Britiske Øer og flere områder af Middelhavet og Østersøen. De er ikke begrænset til saltvand; mange er blevet rapporteret i søer og floder, herunder The great lakes og Sankt Lawrence-floden. De er blandt andet ret almindelige i The greatlakes i sensommeren og det tidlige efterår, med et rekordstort antal af skypumper over vand, hvor der var 66 Skypumper over vand over blot en syv-dages periode i 2003.
Til forskel fra tornadoer som opstår i forbindelse med roterende supercelle Cumulonimbusskyer, forekommer skypumper normalt i relativt roligt vejr, ofte i forbindelse med Cumulus congestus skyer. I selve skypumperne kan vinden være særdeles kraftig. Ofte hører man om lyn og torden i forbindelse med skypumper, da disse fænomener er en naturlig del af en fuldt udviklet bygesky.

## Kraftige skypumper over Danmark

### Kronologi
- Den 27. maj 1896 blev der dannet 2 skypumper over Søndersø ved Maribo. 1 mand mistede livet da en af skypumperne tog en båd med sig.[19]

- Den 4. november 1912 mistede 2 personer livet da en skypumpe væltede en båd med 3 personer nær Livø[20][21]

- Den 17. juli 1999 blev der dannet en skypumpe, der bevægede sig lige hen over en ældre kro mellem Roskilde og Ringsted. Skypumpen var så kraftig, at kroens tag blev blæst af.[22]

- I forbindelse med et af de kraftigste tordenvejr gennem tiderne opstod der den 18. juni 2002 en kraftig skypumpe nær Karup i Midtjylland. Skypumpen trak et spor efter sig og ødelagde på sin vej mindst fem huse.

- Efter flere dage med skypumper langs de danske kyster ramte en af dem den 8. august 2005 Holbæk Marina, hvor optimistjoller blev kastet rundt i luften. Optimistjollerne fløj 30 meter op i luften. En enkelt jolle landede i et tag på et hus 50 meter væk.

- Under et tordenvejr den 27. august 2006 blev der dannet en skypumpe hen over den sydlige del af Lolland. Skypumpen raserede en gård, hvor tagmaterialer og andet blev slynget 200 meter op i luften. Ingen personer kom til skade ved skypumpens rasen, men ejeren af gården måtte løbe for livet for ikke at blive ramt af nedfaldende bygningsdele, da skypumpen trak ind over huset.

- En skypumpe ramte den 10. august 2009 Aalborg-forstaden Nørre Tranders, hvor den gav fire huse huller i taget, sendte en campingvogn over en hæk, mens trampoliner fløj flere hundrede meter. Skypumpen var efter danske forhold ganske voldsom, og blev dannet i forbindelse med en kraftig tordenbyge.

- Den 15. september 2010 ramte en skypumpe Vissing ved Hadsten i Østjylland og anrettede store skader. En campingvogn blev kastet 25 meter gennem luften og ramte på sin vej flere biler, mens flere huse fik revet dele af taget af. Skypumpen væltede også træer og havetrampoliner fløj gennem luften. Desuden blev mure væltet og el-ledninger revet ned.[23] Low-End F1/T2 klassificeret.[24]

- En skypumpe ramte en tankstation, ved motorvej E45 ved Hjallerup Enge i Nordjylland den 29. august 2011. Den smadrede ruder og tog skraldespande og en benzinpumpe med sig, ligesom et par biler fik bagruderne blæst ud. Ingen personer kom til skade.[25]

- En skypumpe raserede flere huse i Stigs Bjergby ved Mørkøv i Holbæk den 15. juni 2013.[26]

- En IF1.5 Skypumpe gik i land ved Bjerge Sydstrand syd for Kalundborg den 13. september 2017. Et par campingvogne og træer væltede.[27][28][29]